# Anna Stienkowa
Anna Walerjewna Stienkowa, z domu Saulewicz (ros. Анна Валерьевна Стенковая; ur. 10 października 1984 w Miassie) – rosyjska wspinaczka sportowa. Specjalizowała się we wspinaczce na czas oraz w klasycznej. Dwukrotna złota medalistka mistrzostw Europy z 2004 oraz z 2006 roku we wspinaczce na czas.

## Kariera sportowa
W zawodach wspinaczkowych, które odbywały się na mistrzostwach Europy we sportowej wspinaczce zdobyła złote medale w konkurencji wspinaczki na czas; we włoskim Lecco w 2004 oraz dwa lat później w rosyjskim Jekaterynburgu w 2006. 
W 2008 we francuskim Paryżu wywalczyła brązowy medal mistrzostw Europy w konkurencji na czas przegrywając w fazie finałowej z Polką Edytą Ropek oraz Rosjanką Olgą Morozkiną.
Uczestniczka World Games we 2005 w Duisburgu  gdzie zdobyła złoty medal we wspinaczce na czas. Wielokrotna uczestniczka, medalistka prestiżowych zawodów wspinaczkowych Rock Master we włoskim Arco, gdzie zdobyła brązowy medal w roku 2008.

## Osiągnięcia

### Mistrzostwa świata
| Konkurencje           | 2001 | 2003  | 2005 | 2007 | 2009 |
| Wsp. na czas          | 4    | 14-15 | 5    | 13   | 6    |
| Wsp. na czas (h=10 m) | —    | —     | —    | —    | 10   |

### World Games
| Konkurencje  | 2005 |
| Wsp. na czas | 1    |

### Mistrzostwa Europy
| Konkurencje  | 2004 | 2006 | 2008 |
| Wsp. na czas | 1    | 1    | 3    |

### Rock Master
| Konkurencje  | 2008 | 2009 |
| Wsp. na czas | 3    | 9    |

## Życie prywatne
Żona Maksyma (ur. 1982), który uprawiał również wspinaczkę sportową (reprezentował Ukrainę), specjalizował się również w konkurencji na czas (był mistrzem świata w 2001 i 2003 oraz dwukrotnym mistrzem Europy). Ma dwie córki Jewę (2010) i Nelli (2012).